# Comellar des Mardà
El Comellar des Mardà és una depressió del Puig de Son Seguí a Santa Maria del Camí, dins la possessió de Son Seguí.
El comellar es forma a uns 240 m., molt prop de sa Tanca Gran, a una zona dominada pel pinar. Va baixant i voltant en direcció nord-est, al costat de sa Garriga Petita i s'Olivar fins a confluir amb el Comellar de s'Aljub prop de sa Tanca de s'Era i les cases de Son Seguí.
En el comellar s'hi troba un forn de calç, dins s'Olivar. Els forns de calç de Son Seguí es troben documentats des de 1731, amb motiu de fer les obres de l'església de Santa Eugènia. L'olla té una mida de 4,80 metres. La portada té una amplada de 2 metres.